# Andrejs Siņicins
Andrejs Siņicins (Riga, 30 gennaio 1991) è un ex calciatore lettone, di ruolo centrocampista.

## Carriera

### Club
Ha giocato nella massima serie dei campionati lettone ed estone.

## Palmarès

### Club

#### Competizioni nazionali
- Coppa di Lettonia: 1

Skonto: 2011-2012